# Shahkrit Yamnam
Chakrit Yamnam (tiếng Thái: ชาคริต แย้มนาม, phiên âm: Cha-khơ-rít Dam-nam) là một nam ca sĩ và diễn viên Thái Lan.
Bộ phim anh tham gia bao gồm  Destiny Upside Down (1997) với Jesdaporn Pholdee và Sonia Couling, O-Negative (1998) với Tata Young, đạo diễn Yuthlert Sippapak. Bộ phim mới nhất của anh là Bangkok Dangerous với Nicolas Cage.
Anh đã đóng trong nhiều lakorn, hài kịch tình huống và phim quảng cáo. Anh cũng được ghi nhận trong các vở kịch Shahkrit Yamnarm, Charkrit Ngamengarm và Krit.

## Tiểu sử
Shahkrit là một diễn viên điện ảnh và truyền hình, người mẫu, người dẫn chương trình người Thái Lan. Anh học trung học ở New Zealand và nhận bằng Cử nhân về tiếp thị của Trường Thư tín Quốc tế (ICS) ở Hoa Kỳ.
Do từ nhỏ anh đã có niềm đam mê với nghệ thuật nên khi học ngành maketing anh vẫn muốn thử sức sang ngành diễn viên này.
Anh đóng vai chính trong bộ phim truyền hình đầu tiên của mình vào năm 1997, và kể từ đó đã tham gia các bộ phim truyền hình, sitcom, điện ảnh và các tác phẩm quốc tế, chẳng hạn như Belly of the Beast (với Steven Seagal) và Bangkok Dangerous (với Nicolas Cage). Anh cũng đã dẫn một số chương trình truyền hình, và hiện là người dẫn chương trình của một số chương trình, bao gồm cả Iron Chef Thái Lan.
Chakrit kết hôn với nữ diễn viên Woonsen Virithipa Pakdeeprasong vào ngày 21 tháng 4 năm 2012. Họ ly hôn vào ngày 17 tháng 10 năm 2016.
Chakrit kết hôn lần thứ hai vào ngày 8 tháng 11 năm 2017, với "Ann" Pattira Roongroj, lúc đó đang mang thai. Vào ngày 25 tháng 4 năm 2018, Ann Pattira sinh con trai của họ, Bodhi Yamnam.

## Các bộ phim đã từng tham gia

### Phim truyền hình
| Năm  | Phim                                                                         | Vai diễn                                    | Đóng với                                                                     | Đài           |
| ---- | ---------------------------------------------------------------------------- | ------------------------------------------- | ---------------------------------------------------------------------------- | ------------- |
| 1997 | Tayad Khunying                                                               |                                             | Sunisa Shukbhunsong                                                          | Channel 5     |
| 1999 | Chai Nai Fan                                                                 |                                             | Kejmanee Wantanasin                                                          | Channel 5     |
| 1999 | Peon Rang Bon Tang Rak                                                       | Pai                                         | Inthira Dangjumrud                                                           | Channel 7     |
| 2000 | Pleng Pee Bok                                                                | Thanathorn / Thaen                          | Chalita Fuangarom                                                            | Channel 5     |
| 2000 | City of Delusion                                                             | Gun Yuthnan                                 | Kathaleeya McIntosh                                                          | Channel 5     |
| 2001 | Reang Maya                                                                   | Mek                                         | Suangsuda Lawanpraserth                                                      | Channel 7     |
| 2001 | Rak Khub Pom Paen Chai                                                       | Napat                                       | Metinee Kingpayom                                                            | Channel 5     |
| 2001 | Roen Nob Kao                                                                 | Maeth                                       | Pornchita Na Songkla                                                         | Channel 3     |
| 2001 | Lai Manud                                                                    | Sila                                        | Pornchita Na Songkla                                                         | Channel 3     |
| 2002 | Buang Baja Thorn (Hẹn ước tình yêu)                                          | Lao Peurng                                  | Marsha Vadhanapanich                                                         | Channel 7     |
| 2002 | Last Will                                                                    | Krit Phet                                   | Kedmanee Wantanasin                                                          | Channel 5     |
| 2002 | Jom Jai Jom Kean                                                             | Nawin                                       | Sunisa Jett                                                                  | Channel 3     |
| 2003 | Little Cupid                                                                 | Theedeth / "Deth"                           | Patcharapa Chaichua                                                          | Channel 7     |
| 2003 | Phu Sang Dow                                                                 | Praphan / "Phan"                            | Janie Tienphosuwan                                                           | Channel 3     |
| 2004 | Bow See Chompoo                                                              | Poan                                        | Angy Hesting                                                                 | Channel 3     |
| 2004 | See Pandin                                                                   |                                             | Siriyakorn Pukkavesh                                                         | Channel 9     |
| 2004 | Pleng Fah Rom Dow                                                            | Pichard                                     | Woranuch Wongsawan                                                           | Channel 7     |
| 2004 | Fai See Ngen                                                                 | Wit / "V"                                   | Bussakorn Pornpannasirivej                                                   | Channel 7     |
| 2005 | Lei Rai Obai Rak (Nàng công chúa lửa)                                        | Tohrai                                      | Katreeya English                                                             | Channel 7     |
| 2005 | Somepao Thong                                                                | Thung                                       | Rinlanee Sripen                                                              | Channel 3     |
| 2005 | Wimarn Sai (Lâu đài cát / Nơi tình yêu dậy sóng)                             | Panin Nirapai                               | Namthip Jongrachatawiboon                                                    | Channel 3     |
| 2005 | Kulap See Dam                                                                | Worathep                                    | Lalita Panyopas                                                              | Channel 3     |
| 2006 | Vairai Yod Rak                                                               | Rong Soraya                                 | Yardthip Rajpal                                                              | Channel 3     |
| 2006 | Khun Nai Sailap (Cô cảnh sát hậu đậu)                                        | Sinthop                                     | Myria Benedetti                                                              | Channel 5     |
| 2006 | Kadee Det Het Heang Ruk                                                      | Navee                                       | Savika Chaiyadej                                                             | Channel 7     |
| 2006 | ผู้พิทักษ์รักเธอ (Phu Pi-Tak Rak Ther)                                             | Bo                                          | Akhamsiri Suwannasuk                                                         | Channel 5     |
| 2006 | กลรักเกมพยาบาท (Kon Rak Game Phaya Bhat)                                      | Panin                                       | Suvanant Kongying                                                            | Channel 7     |
| 2006 | เรือนรักเรือนทาส (Rean Rak Rean Tas)                                            | Phat                                        | Siriluk Pongchoke                                                            | Channel 3     |
| 2007 | Saeng Soon (Lâu đài ánh sáng)                                                | "Thong" Aysoon / "Thoi" Pasaworn Suriyachat | Namthip Jongrachatawiboon & Pitchaya Chaowalit                               | Channel 5     |
| 2007 | Mafia Tee Ruk (Một mình chống Mafia)                                         | Peter Chen / Chen Ling                      | Napapa Thantrakul                                                            | Channel 3     |
| 2009 | Kun Mea Cham Lang (Người tình quay gót)                                      | Tanwa                                       | Tanyares Ramnarong                                                           | Channel 3     |
| 2009 | Sapai Glai Peun Tiang (Nàng dâu bướng bỉnh)                                  | Jormtup                                     | Ann Thongprasom                                                              | Channel 3     |
| 2009 | Din Nam Lom Fai (Bộ tứ hành động)                                            | "Fai" / Akhee                               | Jittapa Jampratom                                                            | Channel 3     |
| 2009 | Jay Luey Gamathep (Tội đồ tình yêu)                                          | Mek                                         | Khemupsorn Sirisukha                                                         | Channel 3     |
| 2010 | Rong Raem Pee                                                                | Luang Narueban Bureerak                     | Cheranut Yusanonda                                                           | Channel 5     |
| 2010 | Neur Mek                                                                     | Payu                                        | Khemupsorn Sirisukha                                                         | Channel 3     |
| 2010 | Fai Amata                                                                    | Athit                                       | Sonia Couling                                                                | Channel 9     |
| 2011 | Talad Arom (Tình yêu đam mê)                                                 | Thrat                                       | Wannarot Sonthichai                                                          | Channel 5     |
| 2011 | Koo Kane Saen Ruk (Oan gia ngõ hẹp)                                          | Songkran Thanakul                           | Patcharapa Chaichua                                                          | Channel 7     |
| 2012 | Mae Yaai Tee Rak (Mẹ vợ tôi)                                                 | Wanrob / Wanrop                             | Ranida Techasit                                                              | Channel 3     |
| 2012 | Club Friday The Series (Đừng rời xa em, anh nhé)                             | Aek                                         | Namthip Jongrachatawiboon                                                    | GMM One       |
| 2012 | Mam Gaem Daeng (Cô nàng má hồng)                                             | Nadol                                       | Peeranee Kongthai                                                            | Channel 3     |
| 2013 | Mon Jun Tra (Hẹn ước dưới ánh trăng)                                         | Zama                                        | Rasri Balenciaga                                                             | Channel 3     |
| 2014 | Naruk (Chuyện tình hoàng gia)                                                | Nai                                         | Kaneungnij Jaksamittanon                                                     | Channel 5     |
| 2014 | Sai See Plerng (Cát rực lửa)                                                 | Charles / "Chan"                            | Araya A. Hargate & Nittha Jirayungyurn                                       | Channel 3     |
| 2015 | Chet Wan Chong Wen                                                           | San                                         | Natthaweeranuch Thongmee                                                     | Ch. Workpoint |
| 2016 | Bussaba Rae Fun (Giấc mơ Bussaba)                                            | Rangsit                                     | Malinee Adelaide Coates                                                      | Channel 3     |
| 2017 | Duen Pradub Dao (Trăng sánh bước cùng sao)                                   | Kanlong                                     | Ranida Techasit                                                              | Channel 3     |
| 2018 | Khu Si Phi Mue Prap (Cặp đôi bắt ma)                                         | Siam                                        | Kaneungnij Jaksamittanon                                                     | Ch. Workpoint |
| 2018 | Muang Maya Live The Series: Maya Ruk On Lie                                  | Win Thawin                                  | Pataratida Patcharawirapong, Savika Chaiyadej, Chutimon Chuengcharoensukying | Channel One31 |
| 2018 | Diamond Eyes: The Series                                                     | Petch Phumthai                              | Natthida Trichaiya                                                           |               |
| 2018 | My Hero Series: Matupoom Haeng Huajai (Quê hương trong tim)                  | General Dr. Thun-Ou                         | Sonia Couling                                                                | Channel 3     |
| 2019 | SLEEPLESS SOCIETY ตอน BEDTIME WISHES (Đêm trắng: Điều ước trước giờ mất ngủ) | Rain / Rome                                 | Savika Chaiyadej                                                             | Channel One31 |
| 2019 | Mae Mod Jao Sanae (Người mẹ kế đáng yêu)                                     | Treeloj                                     | Wannarot Sonthichai                                                          | GMM25         |
| 2020 | Pen Tor Uncensored                                                           |                                             |                                                                              | Channel One31 |
| 2021 | Tea Box: Old Man and Mad Dog                                                 | Wichai (lúc trẻ)                            | Hassaya Issariyaserikul                                                      | ThaiPBS       |
| 2021 | Wanthong                                                                     | Khun Charng                                 | Nawat Kulrattanarak & Davika Hoorne                                          | Channel One31 |
| 2021 | May-December Romance (Yêu thật chỉ vì sinh ra trước)                         | Danai Deelert (Da)                          | Krissiri Sukhsvasti                                                          | Channel 3     |
| 2021 | The Messenger: Kammathep Cupid (Lời nhắn gửi: Cupid cứu tinh)                | Q                                           | Sirapan Wattanajinda                                                         | PPTV36        |
|      | Signal (Thai ver)                                                            |                                             | Khemanit Jamikorn                                                            | True4u        |

### Phim điện ảnh
| Năm  | Phim                           | Tựa Thái             | Vai       | Notes           | Đóng với                                             |
| 1997 | Anda Kap Fasai                 | อันดากับฟ้าใส           |           | Supporting Role |                                                      |
| 1997 | Destiny Upside Down            | คนป่วนสายฟ้า           | Itthiphon | Lead Role       | Sonia Couling                                        |
| 1998 | O-Negative                     | รัก-ออกแบบไม่ได้        | Puen      | Lead Role       | Tata Young                                           |
| 2003 | February                       | กุมภาพันธ์              | Chiradet  | Lead Role       | Sopitnapa Chumpanee                                  |
| 2003 | Belly of the Beast             |                      | Brice     | Supporting Role |                                                      |
| 2003 | Bangkok China Town             | เยาวราช              |           | Lead Role       | Darawan Wilaingam                                    |
| 2004 | Bicycles & Radios (Short)      |                      | Nop       | Lead Role       | Siriyakorn Pukkavesh                                 |
| 2007 | Opapatika                      | โอปปาติก เกิดอมตะ      | Pison     | Lead Role       | Khemupsorn Sirisukha                                 |
| 2008 | Valentine                      | คริตกะจ๋า บ้าสุดสุด       | Kengkat   | Lead Role       | Natthaweeranuch Thongmee                             |
| 2008 | Bangkok Dangerous              | ฮีโร่ เพชฌฆาต ล่าข้ามโลก | Kong      | Lead Role       | Nicolas Cage, Dương Thái Nhi                         |
| 2008 | 4 Romance                      | ฝัน หวาน อาย จูบ       | Chen      | Lead Role       | Suttida Kasemsant Na Ayutthaya Apinya Sakuljaroensuk |
| 2009 | A Moment in June               | ณ ขณะรัก              |           |                 |                                                      |
| 2009 | My Ex                          | แฟนเก่า               |           | Lead Role       | Wanida Termthanaporn                                 |
| 2010 | My Best Bodyguard              | มาย เบสท์ บอดี้การ์ด     |           | Lead Role       |                                                      |
| 2010 | Lunlla Man                     | ผู้ชายลัลล้า             |           | Lead Role       |                                                      |
| 2011 | Boy s tenyu 3. Posledniy raund |                      | Jolo      | Supporting Role |                                                      |
| 2012 | Lunlla Man 2                   | ลัลล้า ยกกำลังสอง       | Thaen     | Lead Role       |                                                      |
| 2012 | 3 A.M. 3D (segment "O. T")     | ตีสาม 3D              | Karan     | Lead Role       |                                                      |
| 2014 | 4 Kings                        | สีเรียงเซียนโต๊ด         | Tot       | Lead Role       |                                                      |
| 2014 | O.T. The Movie                 | O.T ผี overtime       | Karan     | Lead Role       |                                                      |
| 2015 | Mae Bia                        | แม่เบี้ย                | Chanachol | Lead Role       | Karnpitchar Ketmanee                                 |
| 2016 | Luk Thung Signature            | ลูกทุ่งซิกเนอเจอร์        |           | Guest Role      |                                                      |
| 2017 | Memories of New Years          | คิดถึงทุกปี              |           | Lead Role       | Barbie Piyamarth, Công Dương                         |

### Sitcom/Show
| Năm       | Tên                        | Vai diễn    | Đài       |
| --------- | -------------------------- | ----------- | --------- |
| 2004-2012 | เป็นต่อ (Pentor)             | Pentor      | Channel 3 |
| 2012-nay  | เป็นต่อ (Pentor)             | Pentor      | One 31    |
| 2010      | ครัวแล้วแต่คริต (Kitchen Show) | Host / Chef | Channel 3 |

### Quảng cáo
- แป้ง sheene
- แชมพู Head and Shoulder
- น้ำยาปรับอากาศ Ambipur car
- สิงห์ คอร์เปอเรชั่น(โครงการปลูกป่าใน...หัวใจไทย)
- เครื่องปรับอากาศ แคเรียร์
- ไอศครีม Swensen's Mango Sensation Sundae với Virithipa Phakdeeprasong
- เครื่องดื่ม ready
- บุญถาวร kichen studio
- เครื่องซักผ้า และ เครื่องปรับอากาศ LG với Virithipa Phakdeeprasong
- อาหารสำเร็จรูป โรซ่า พร้อม
- Toyota New Fortuner TRD Sportivo
- ธนาคารเพื่อการเกษตรและสหกรณ์การเกษตร ชุด สลากออมทรัพย์ทวีสิน 2558 คิดบวก
- TOT fiber 2u โปร New Inspire với Virithipa Phakdeeprasong
- TEAPOT

### Giải thưởng
- 2007 - Pen Tor / Best Comedy Programme from ASIAN TELEVISION AWARDS ซิทคอมเรื่องเป็นต่อ ได้รับรางวัล Best Comedy Programme จาก ASIAN TELEVISION AWARDS 2007
- 2007 - Nominee for Best Drama Performance in Asian TV Awards ได้รับการเสนอชื่อเข้าชิงรางวัล นักแสดงชายยอดเยี่ยม